# وينديل قود
وينديل قود (بالإنجليزية: Wendell Good)‏ هو سياسي أمريكي، ولد في 28 أغسطس 1912 في جونستاون في الولايات المتحدة، وتوفي في 1 أغسطس 1975. حزبياً، نشط في الحزب الجمهوري. وقد انتخب عضو مجلس نواب بنسيلفانيا.